# يايا وزوك
يايا وزوك هو مسلسل كرتوني مكون من 78 حلقة، ومدة الحلقة الواحدة بحوالي 5 دقائق. وهو موجه للأطفال ما بين 3 و6 سنوات، وقد تم أول عرض له سنة 2015.

## وصلات خارجية
- يايا وزوك على موقع IMDb (الإنجليزية)
- يايا وزوك على موقع كينوبويسك (الروسية)
- يايا وزوك على موقع قاعدة بيانات الفيلم (الإنجليزية)